# Pär Blid
Pär Lennart Blid, ogift Larsson, född 22 mars 1962 i Badelunda församling i Västmanlands län, är en svensk militär.

## Biografi
Pär Larsson föddes som son till ingenjör Lennart Larsson och Siv Vestman. Han avlade officersexamen vid Krigsskolan 1985 och utnämndes samma år till fänrik vid Lapplands jägarregemente, där han befordrades till löjtnant 1986 och tjänstgjorde till 1990. Han gick Allmänna kursen vid Krigshögskolan 1985–1986 och Högre kursen där 1988–1989, varefter han befordrades till kapten 1989 och var lärare vid Infanteriets och kavalleriets officershögskola 1989–1991. Han överfördes till Dalregementet 1990, gick Allmänna kursen vid Militärhögskolan 1992–1993, befordrades till major 1993 och var kompanichef vid Dalregementet 1993–1994, varefter han gick Högre kursen vid Militärhögskolan. Larsson gifte sig 1993 med idrottspedagogen Camilla Blid och ändrade i samband med det sitt efternamn till Blid. (De skilde sig 2016.) Han var generalstabsaspirant med tjänst vid Högkvarteret 1996–1998 och överfördes till Generalstabskåren 1999. Från 2000 tjänstgjorde han åter vid Högkvarteret och samma år befordrades han till överstelöjtnant. Åren 1998–2001 studerade han krigsvetenskap vid ryska försvarsministeriets generalstabsakademi, varvid han var den förste svensken som genomgick utbildning vid detta lärosäte. Efter att ha befordrats till överste var Blid 2005–2007 arméattaché och ställföreträdande försvarsattaché vid ambassaden i Moskva, med sidoackreditering vid ambassaderna i Tbilisi och Minsk. Därefter var han 2007–2010 försvarsattaché vid samma ambassader. Han var avdelningschef i Militära underrättelse- och säkerhetstjänsten vid Högkvarteret 2012–2014 och Head of Operations för European Union Monitoring Mission i Georgien 2014–2016. Från juli 2016 till januari 2017 var han Förenta Nationernas Senior Military Adviser i Syrien, placerad vid Office of the Special Envoy for Syria i Damaskus. Från och med den 1 april 2017 är Blid chef för avdelningen J2 i Insatsstaben vid Högkvarteret.
Pär Blid invaldes 2013 som ledamot av Kungliga Krigsvetenskapsakademien.